# Heinrich Harrer
Heinrich Harrer (6 de julio de 1912 - 7 de enero de 2006) fue un montañero austriaco, deportista, geógrafo y escritor. Fue miembro de las SA y más tarde de las SS.

## Biografía
Harrer nació en Hüttenberg, en Carintia, entonces parte del Imperio austrohúngaro. Desde 1933 hasta 1938 estudió geografía y practicó deportes en la Universidad Kart Franzen de la ciudad de Graz. Allí se convirtió en miembro de la tradicional agrupación estudiantil ATV Graz.
Compitió en los Juegos Olímpicos de invierno de 1936 en Garmisch-Partenkirchen en la competición de esquí alpino combinado. Pese a lo que en alguna ocasión afirmó, no ganó nunca una medalla olímpica.
Harrer realizó la primera ascensión de la cara norte del Eiger en Suiza con Anderl Heckmair, Fritz Kasparek y Ludwig Vörg el 24 de julio de 1938. Esta escalada se cuenta en el libro La Araña Blanca.
Es especialmente conocido por su libro Siete años en el Tíbet, en el que relata su deambular por el Tíbet durante la Segunda Guerra Mundial y años posteriores, en los que conoció al dalái lama. En 1997 se filmó la película homónima, con participación de Brad Pitt en el papel estelar y gran éxito de taquilla. 

### Siete años en el Tíbet

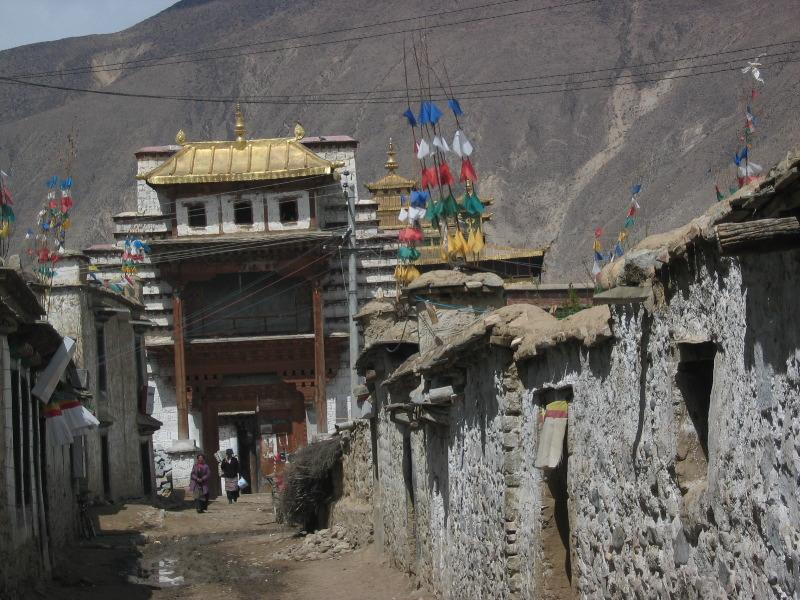
Vida rural en el Tíbet.

Durante una expedición para escalar el Nanga Parbat en los Himalayas (un monte en el que desde los primeros intentos en 1935, un total de once escaladores alemanes perdieron la vida intentando llegar a la cumbre y nadie lo logró hasta 1953) en la India británica, situada en el actual Pakistán, estalló la Segunda Guerra Mundial en 1939 y Harrer fue capturado por las autoridades coloniales británicas y encerrado en un campo de prisioneros. Harrer tenía entonces 27 años. En 1944, tras cuatro años y medio de reclusión, Harrer y su compañero austriaco, Peter Aufschnaiter, lograron escapar del campamento británico, situado a las afueras de la localidad de Dehradun, al norte de la India. Durante los siguientes veintiún meses permanecieron ocultos en aldeas remotas, aprendieron el tibetano, y realizaron la hazaña de recorrer 2500 kilómetros hasta llegar a la ciudad prohibida de Lhasa. Allí Harrer se hizo amigo del joven dalái lama, descubrió el esplendor del budismo tibetano, y asistió al comienzo del comunismo de China. En 1949 ya era el maestro particular del líder espiritual y temporal de los tibetanos. 
Documentó sus experiencias en aquel lugar en su libro Siete años en el Tíbet que fue publicado en 1953 y traducido a 48 idiomas. La película de 1997 del director Jean-Jacques Annaud que lleva el mismo título está basada en sus escritos. Se le ha acusado, sin embargo, de ocultar su relación con el nacionalsocialismo.
Siempre se refería al Tíbet como su segunda patria.

### El regreso y las nuevas exploraciones
En 1952 volvió a Europa y más tarde tomó parte en numerosas expediciones etnográficas y otras relacionadas con el montañismo.
Harrer plasmó los primeros ascensos del Monte Deborah y del Monte Hunter en Alaska en 1954. En 1962 fue el líder del equipo de cuatro escaladores que realizaron el primer ascenso de la Pirámide Carstensz (Puncak Jayadikesuma) en Nueva Guinea occidental, la cima más alta de Oceanía.

### Pasado nazi
Figura venerada en Austria, se le considera también un apóstol de la causa del Tíbet. De aquí que causara una gran conmoción el artículo de la revista alemana Stern en el que se afirmaba que Harrer había sido nazi desde 1933, miembro de las temidas SA, y más tarde de las SS. Al principio Harrer lo negó todo. Pero cuando le presentaron pruebas irrefutables, aceptó parcialmente las acusaciones. El periodista austriaco Gerald Lehner encontró un expediente de Harrer, de ochenta folios, en los Archivos Nacionales de Estados Unidos, en Washington D. C. Los documentos no relacionan a Harrer con ningún crimen de guerra, pero plantean algunas cuestiones particulares. El Partido Nazi fue declarado ilegal en Austria en 1933, cinco años antes de que Hitler se anexionara el país en la Anschluss.
Tiempo después surgieron nuevas pruebas de que la presencia de Harrer en el Tíbet se debía a una desconocida campaña nazi. De acuerdo con la estrategia trazada por Heinrich Himmler había enviado a Lhasa un equipo de reconocimiento varios años antes. "Además, al menos uno de los hombres de esa primera expedición, que anteriormente había trabajado en el campo de prisioneros de Auschwitz", había permanecido varios meses en Lhasa y se había hecho amigo del mismo tibetano que ayudó a Harrer y a Aufschnaiter a entrar en la ciudad prohibida.
El artículo de Stern armó gran revuelo en Alemania y en Austria. El principal argumento de su defensa era que había tenido que ingresar en las SS como condición para formar parte de las expediciones. Lo cierto es que en el festival de Breslatt, Himmler en persona había invitado a Harrer a participar en 1939 en la expedición de reconocimiento del Nanga Parbat. "Estaba dispuesto a ingresar en cualquier organización con tal de poder practicar el alpinismo", afirmó Harrer. "En aquel entonces no existía el menor indicio de que los nazis llegarían a ser la mayor organización criminal de todos los tiempos. No obstante, creo que lo sucedido con las SS fue uno de los errores de mi vida, quizá el mayor".

### Fallecimiento
Heinrich Harrer murió el 7 de enero del 2006 a los 93 años de edad, aislado completamente de la vida pública tras admitir su pasado nazi. Su familia no hizo públicos los motivos de su muerte, pero emitieron un corto comunicado para los medios de comunicación que decía lo siguiente: "Ha partido con gran serenidad hacia su última expedición".

## Premios y condecoraciones
- 1978: Medalla Honorífica de Oro de la ciudad de Viena
- 1980: Medalla de Oro de la ciudad de Graz
- 1982: Cruz de Honor de las Ciencias y las Artes de Austria, 1.ª clase[3]
- 1982: Gran Cruz del Mérito de la Orden del Mérito de la República Federal de Alemania
- 1985: Medalla Humboldt de Oro (Alemania)[4]
- 2002: Premio Luz de la Verdad de la Campaña Internacional por el Tíbet